# Gudžiūnai
Gudžiūnai är en ort i Litauen. Den ligger i den centrala delen av landet, 130 km nordväst om huvudstaden Vilnius. Gudžiūnai ligger 83 meter över havet och antalet invånare är 656.
Terrängen runt Gudžiūnai är platt. Runt Gudžiūnai är det ganska glesbefolkat, med 42 invånare per kvadratkilometer. Närmaste större samhälle är Krakės, 13,6 km söder om Gudžiūnai. Trakten runt Gudžiūnai består till största delen av jordbruksmark.